# Chirmiri
Chirmiri est une hill station et une corporation municipale située en Inde dans le district de Koriya de l'État de Chhattisgarh.